# Historia del ferrocarril en Cataluña
La historia del ferrocarril en Cataluña cubre el desarrollo del transporte en tren en Cataluña. Comenzó con proyectos que, emulando a Inglaterra, querían implantar el ferrocarril en la región. Posteriormente, dieron lugar al primer viaje en tren en la península ibérica entre Barcelona y Mataró en el año 1848.

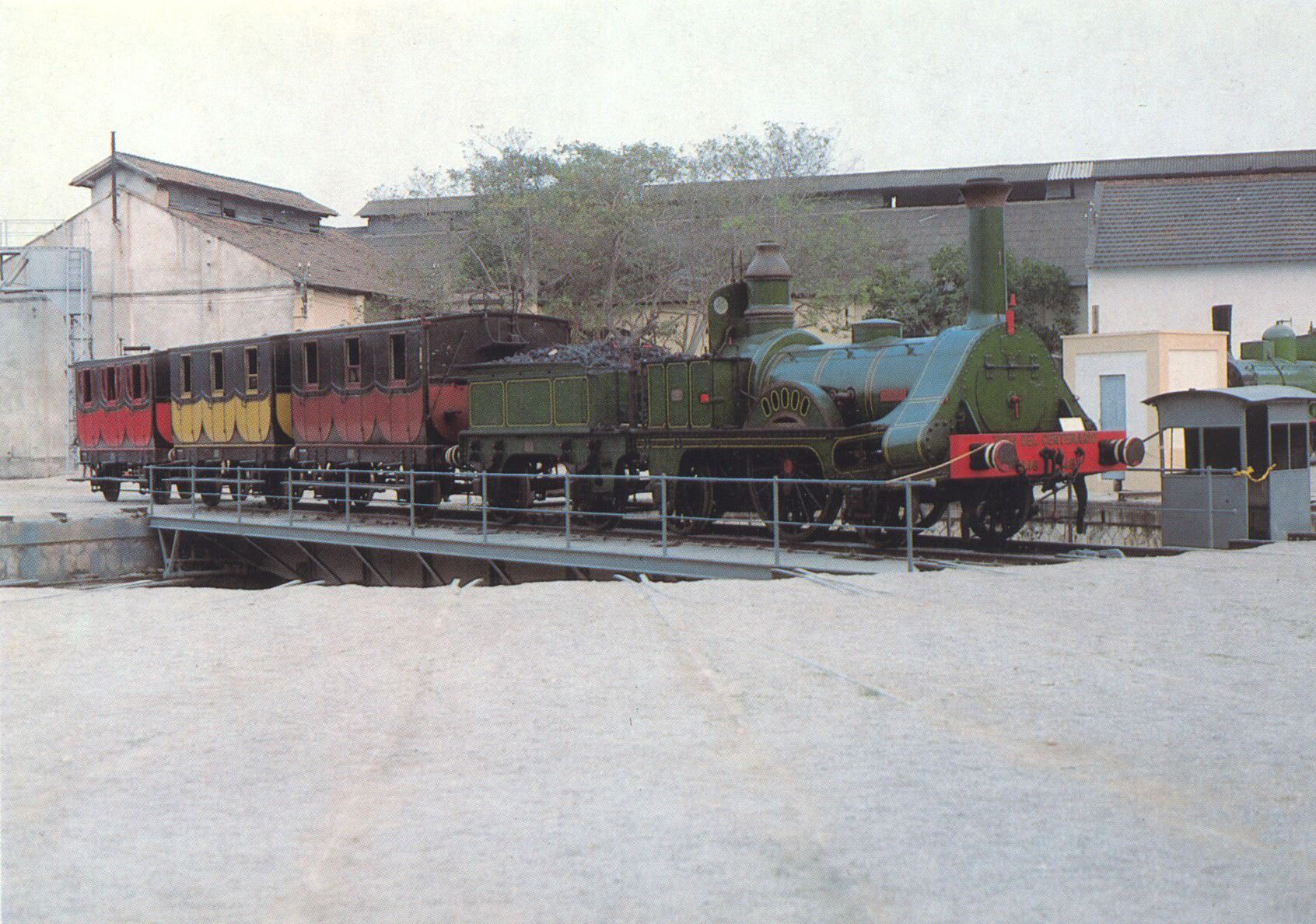
En el año 1948, para celebrar el centenario del primer ferrocarril peninsular, se construyó una réplica de "la Mataró", la primera locomotora que circuló. Actualmente se encuentra en el Museo del Ferrocarril de Cataluña, en Villanueva y Geltrú.

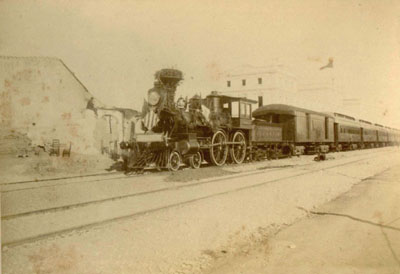
Tren inaugural del Ferrocarril de Valls Villanueva Barcelona. Podemos ver una "carolina", locomotora de fabricación americana que fue adquirida por el Sr. Gumà, impulsor del ferrocarril y un amante del material americano. Durante muchos años fue habitual ver estas locomotoras circulando por las tierras catalanas.

## Ferrocarriles de vía ancha
Los verdaderos protagonistas de los ferrocarriles de vía ancha en Cataluña son los personajes y compañías privadas que los hicieron posibles. Podemos encontrar nombres propios como Miguel Biada (ferrocarril Barcelona-Mataró), Francisco Gumá (ferrocarril Valls-Villanueva-Barcelona) o Félix Maciá y Bonaplata (ferrocarril Granollers-San Juan de las Abadesas), que hicieron esfuerzos titánicos, además de gastar gran parte de sus fortunas, para conseguir ver construidos sus soñados ferrocarriles. Esta inversión totalmente privada se debió a la práctica inexistencia de subvenciones públicas disponibles en Cataluña respecto a otras zonas del estado, aunque cabe remarcar que el gobierno español, por el tratado franco-español de 1904, construyó las líneas de Ripoll-Puigcerdá y Lérida-Puebla de Segur.

### Primer ferrocarril ibéricoː Barcelona-Mataró

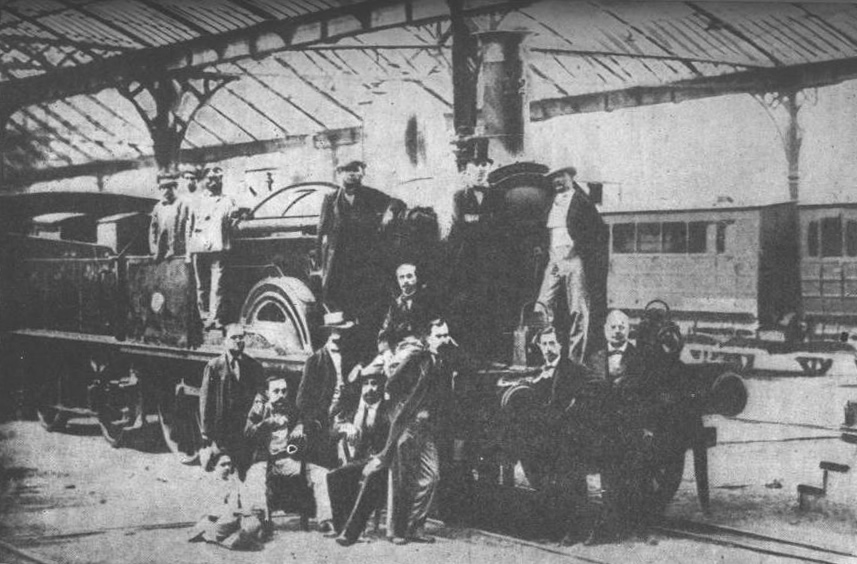
Fotografía tomada en los talleres de Mataró de los miembros de las juntas del Ferrocarril de Mataró y del Ferrocarril de Granollers, en el momento de fusión para continuar la línea hasta Gerona, que posteriormente fue la línea nº7 del ferrocarril de Barcelona a Gerona. En un segundo plano hay un vagón de segunda y un vagón de primera clase.

Los orígenes del ferrocarril en Cataluña se remontan a la primera mitad del siglo XIX. El primer ferrocarril en ser construido en el Reino de España fue entre Güines y La Habana, en Cuba (entonces colonia española). Allí fue donde Miguel Biada, un mataronés que emigró a "las américas" con éxito, fue invitado a la inauguración. Viendo las ventajas de este nuevo medio de transporte, se propuso conectar su ciudad natal, Mataró, con Barcelona, la ciudad más importante de Cataluña. Cuando regresó a Cataluña su proyecto no fue recibido con mucho interés y se vio obligado a recurrir a capital extranjero para obtener la financiación necesaria. En Londres se reunió con un comerciante amigo suyo, José María Roca. A Roca le sedujo el proyecto y usó sus contactos para encontrar financiación. En el 1843, cuando ya tenían el proyecto encarrilado, solicitaron la concesión del ferrocarril al gobierno español, la cual la obtuvieron el 13 de agosto de ese mismo año. Entonces, crearon la sociedad para la construcción y explotación de la línea de tren. Después de que Biada tuviera que luchar mucho y superar muchas desconfianzas, se constituyó la Compañía del Camino de Hierro de Barcelona a Mataró, el día 6 de junio del 1845 ante notario en Barcelona. Finalmente, el primer ferrocarril de la península ibérica fue inaugurado el 28 de octubre de 1848 bajo una gran expectación. Lamentablemente, Biada no pudo ver su sueño hecho realidad, ya que falleció unos meses antes de la inauguración.

### Creación de la red ferroviaria

#### Ferrocarril de Martorell y Tarragona
El 14 de noviembre de 1854, la Compañía de los Caminos de Hierro del Centro de Cataluña puso en servicio el ferrocarril de Barcelona hasta Molins de Rey. La estación terminal en Barcelona era la Rambla de Cataluña, esquina con Ronda de la Universidad, un lugar tan céntrico que atraía la atención de los curiosos que observaban como llegaban y partían los trenes. Cuando la compañía recibió la autorización para continuar la línea hasta Martorell, pasó a llamarse Compañía del Ferrocarril de Barcelona a Martorell. Finalmente, en el año 1861, obtuvo la concesión hasta Tarragona desde Martorell, pasando a ser denominada como Compañía del Ferrocarril de Tarragona a Martorell y Barcelona.

#### Ferrocarril de Sarrià
Popularmente conocido como el tren de Sarriá, fue construido por la Compañía del Ferrocarril de Barcelona a Sarriá. Fue inaugurado en 1863 con tracción a vapor y ancho ibérico (1672 mm) para unir las dos poblaciones. La línea tuvo mucho éxito. No obstante, en el año 1874, la empresa, por acumulación de deudas, fue absorbida por una nueva sociedad llamada Ferrocarril de Sarrià a Barcelona (FSB). En el año 1905, el tren se electrificó y cambió su ancho al ancho de vía internacional (1435 mm).

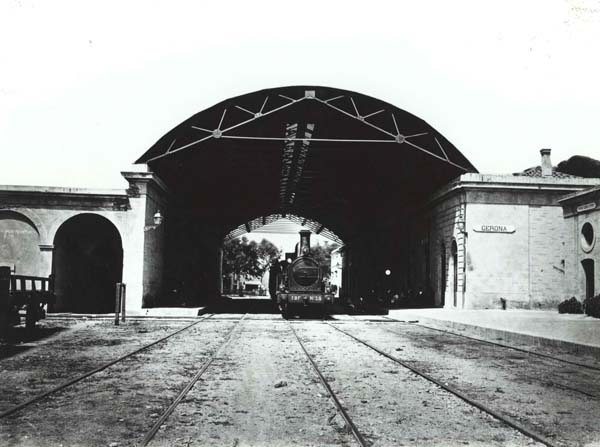
Estación de Gerona, donde se puede observar una locomotora de la Compañía de los Ferrocarriles de Tarragona a Barcelona y Francia

#### Ferrocarril de Gerona
La compañía de los Caminos de Hierro de Barcelona a Granollers, antes de inaugurar la llegada del ferrocarril a Granollers el 23 de julio de 1854, ya había pedido la concesión para alargar la línea hacia Gerona. Pero se topó con la Compañía del Camino de Hierro de Barcelona a Mataró, que tenía las mismas intenciones, creándose diversas pugnas entre ambas compañías. Finalmente, ambas unieron esfuerzos y se fusionaron, creando la compañía de los Caminos de Hierro de Barcelona a Gerona. Finalmente, el 26 de enero de 1862, llegaba el primer tren a Gerona procedente de Barcelona.

#### Ferrocarril de Lérida a Tarragona
Fue una de las primeras líneas estudiadas en Cataluña que se construyeron. En un principio sólo se preveía construir el tramo desde Tarragona hasta Reus, pero los acreedores franceses más ambiciosos lo hicieron llegar hasta Lérida. Fueron necesarias tres sociedades para conseguir su objetivo. Finalmente, se fusionaron creando la Compañía del Ferrocarril de Lérida a Reus y Tarragona. El 17 de junio de 1856 se inauguró el tramo Tarragona - Reus y hasta casi 23 años más tarde, exactamente el 19 de mayo de 1879, no se pudo inaugurar el último tramo hasta Lérida.

#### Ferrocarril de Zaragoza

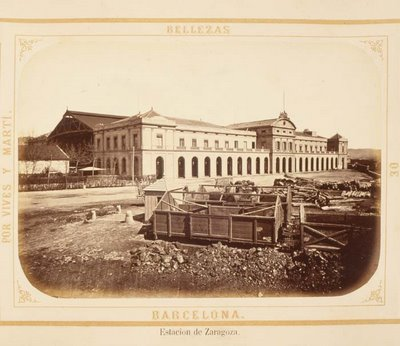
Estación término de Barcelona del Ferrocarril de Zaragoza, actualmente parte de la Estación del Norte (Compañía de los Caminos de Hierro del Norte), ahora transformada en una estación de autobuses y en equipamientos públicos.

Fue construido por la Compañía de Ferrocarril de Zaragoza a Barcelona, vinculada a Manuel Girona y Agrafel.
En 1852 se otorgó la concesión que permitía la construcción. Las obras iniciaron con gran lentitud y no fue hasta el 11 de febrero de 1855 que se inauguró el primer tramo desde Moncada y Reixach hasta Sabadell. El día 1 de abril de 1860 se inauguró el tramo hasta Lérida, siendo la primera línea que unía ambas capitales catalanas. Finalmente, el 17 de agosto de 1861, el rey Alfonso XII inauguró la llegada a Zaragoza haciendo el trayecto íntegro. La estación terminal en Barcelona se encontraba en la calle Vilanova, la fachada de la estación original aún se conserva formando parte del lateral de la Estación del Norte.

#### TBF la gran compañía ferroviaria catalana
Después de la llegada del ferrocarril a Gerona, la compañía quiso llegar hasta Francia. Al conseguir la concesión, pasó a denominarse Caminos de Hierro de Barcelona a Francia por Figueras (BFF). Aunque se iniciaron las obras, no se pudieron acabar de ejecutar en los términos establecidos y se decidió vender la concesión. A pesar de este altibajo, los empresarios no desistieron de sus intenciones. Entraron en negociación con la Compañía del Ferrocarril de Tarragona a Martorell y Barcelona (TMB) para fusionarse, querían sumar fuerzas para poder llegar hasta la frontera francesa. Así fue como el 10 de diciembre de 1875 se creó la primera gran compañía ferroviaria llamada Compañía de los ferrocarriles de Tarragona a Barcelona y Francia (TBF).
La nueva compañía recuperó la concesión y retomó las obras con fuerza. Se hicieron en tres años y el día 20 de enero de 1878 se inauguró la conexión internacional hasta Portbou y Cerbère con la presencia de numerosas autoridades.
La TBF creó importantes conexiones entre sus líneas estructurando una verdadera red ferroviaria catalana. Algunos ejemplos son la creación de la estación de San Vicente de Calders y la conexión de las líneas del norte con las del sur por el centro de Barcelona mediante la construcción de la célebre trinchera de la calle Aragón.

#### Ferrocarril de San Martín a Llerona y San Juan de las Abadesas
En 1844 se proyectó una línea de ferrocarril que permitiera transportar el carbón que era extraído de las minas de Ogassa y de San Martín de Surroca. Tuvo varias concesiones y diversas compañías se comprometieron a construirlo, pero todo fueron intentos fallidos. En los años 70 del siglo XIX se comenzó a construir, pero a un ritmo muy lento a causa de la tercera guerra carlista. Finalmente, el 8 de julio de 1875 se inauguró el primer tramo entre Granollers y Vic. La estación de partida era la de Granollers, perteneciente a la BFF que explotaba la línea Barcelona-Gerona. En el año 1877 se creó la compañía del Ferrocarril y minas de San Juan de las Abadesas, que explotaría las líneas. El 20 de junio de 1880 el tren llegó a Ripoll y, finalmente, en San Juan de las Abadesas se inauguró su llegada el 17 de octubre de ese mismo año. En aquel momento, la compañía tenía que pagar un peaje a la TBF para llegar a Barcelona, al pasar por sus líneas. Con el objetivo de evitar dicho peaje, se decidió construir un ramal ferroviario para llegar directamente, consiguiendo la concesión del ferrocarril de San Martín de Provensals a Llerona (aldea perteneciente al municipio de Las Franquesas del Vallés) San Martín (entonces un municipio independiente de Barcelona) fue escogido porque la Ciudad Condal consideraba que ya tenía suficientes terminales ferroviarias y declinó tener otra en su término municipal. En 1886 se inauguró el nuevo tramo, pero al año siguiente la compañía cayó en bancarrota.

#### Ferrocarril de Villanueva y Valls
El ferrocarril de Villanueva y Geltrú va ligado estrechamente al nombre de Francisco Gumá. Gumá, un indiano como Biada y que volvió de Cuba con una gran fortuna, tenía en mente, entre otros proyectos, conectar Barcelona con Villanueva y la Geltrú por la costa mediante el ferrocarril. Obtuvo la concesión, pero sin ningún tipo de subvención ni ayuda. Esto lo obligó, aparte de dedicar buena parte de su fortuna, a buscar financiación exterior, especialmente entre otros indianos. Finalmente, en 1878, fundó la Compañía de los Ferrocarriles de Valls a Villanueva y la Geltrú (VVB) con Gumá como director y gerente. El 29 de diciembre de 1881 la línea ferroviaria fue inaugurada con gran solemnidad y con el anuncio de que alargarían la línea hasta Madrid, haciéndola directa y pasando por Reus, Mora la Nueva y Caspe. Para hacer esta nueva línea crearon la Compañía de los Ferrocarriles Directos de Madrid y Zaragoza a Barcelona. En 1887 la VVB fue absorbida por la TBF.

### Fusiones y absorciones

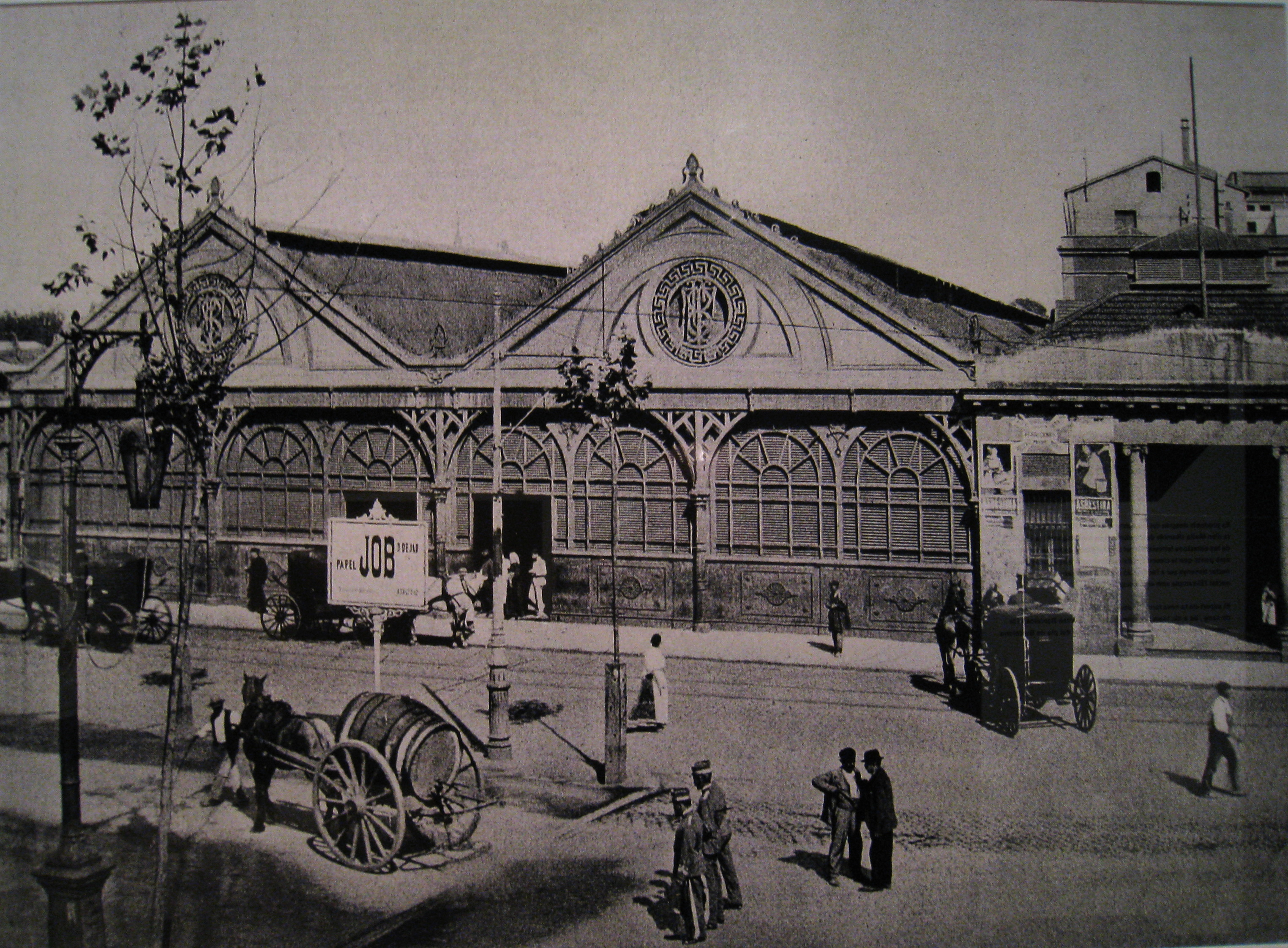
Antigua Estación de Francia (Barcelona)

A finales del siglo XIX sólo quedaban dos compañías ferroviarias que controlaban las líneas de ancho ibérico en Cataluña, como resultado de las numerosas fusiones y absorciones entre ellas. Eran la Compañía de los Caminos del Hierro del Norte de España (Norte) y la Compañía de los Ferrocarriles de Madrid a Zaragoza y Alicante (MZA), ambas de ámbito nacional. Ahora bien, la MZA tenía en Cataluña su propia explotación gestionada de forma independiente y, por ello, siempre se distinguía llamándola la MZA-Red Catalana.

#### Ferrocarriles del Norte
La Compañía de los Caminos de Hierro del Norte de España, de capital francés, entró en Cataluña mediante la compra de la Compañía de los Ferrocarriles de Zaragoza a Pamplona y Barcelona (ZPB) el 13 de febrero de 1878, la cual le permitió llegar al Mediterráneo y doblar la longitud de las líneas explotadas. El 14 de agosto de 1884, absorbió la pequeña Compañía del Ferrocarril de Lérida a Reus y Tarragona, que casi no era rentable, pero que unida con el resto de red ferroviaria era un interesante enclave, ya que ofrecía otra salida al mar. El 31 de diciembre de 1887, absorbe las líneas del Ferrocarril y minas de San Juan de las Abadesas. Finalmente, la Sociedad de los Ferrocarriles de Almansa-Valencia-Tarragona fue absorbida el 25 de mayo de 1891. 

#### MZA

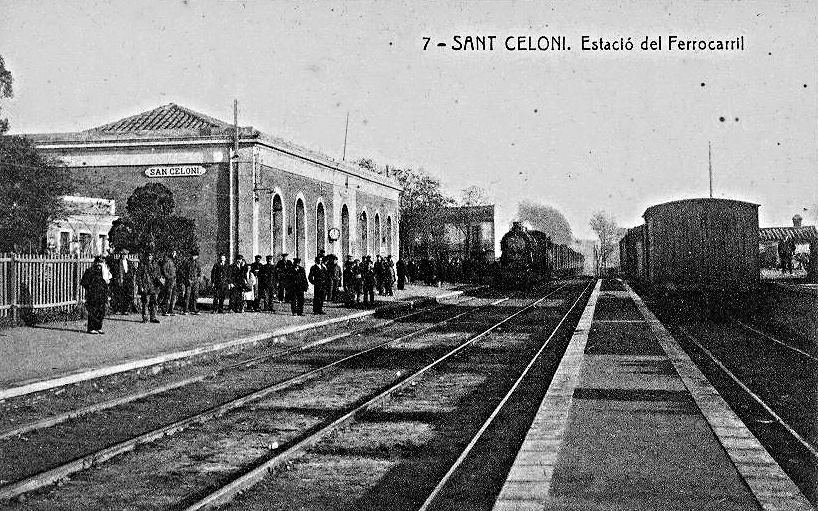
Sant Celoni en la época de la MZA-Red Catalana

A principios de los años 90 del siglo XIX, las compañías de los Ferrocarriles del Norte y la Ferrocarriles de Madird a Zaragoza y Alicante (MZA) compitieron para absorber la Compañía de los Ferrocarriles de Tarragona a Barcelona y Francia (TBF). En aquellos momentos la TBF disponía de una red de 606 km sin contar los 117km en construcción entre Reus y La Puebla de Híjar. A los Ferrocarriles del Norte le interesaba para complementar sus líneas y dominar todo el eje entre Castilla y Cataluña. A la MZA, la principal competidora de los Ferrocarriles del Norte, no le convenía esta hipotética situación de superioridad. A pesar de las negociaciones entre los Ferrocarriles del Norte y la TBF, la MZA hizo una propuesta inesperada con mejores condiciones y TBF finalmente aceptó ser comprada por ésta. El acuerdo se firmó el 2 de junio de 1891 y preveía, entre otras cuestiones, la construcción en tres años de la línea Valladolid-Ariza y la finalización del tramo Reus-La Puebla de Híjar. Además, ninguna de las dos compañías podía adquirir o construir nuevas líneas sin consultarse mutuamente. También incluía que la MZA ayudara económicamente a la TBF. La fusión se debía producir una vez se hubiera finalizado la construcción de las líneas comentadas. Las obras finalizaron en 1895, y se creó una nueva situación de una gran y encarnizada competencia entre la MZA y los Ferrocarriles del Norte por un mismo mercado. La TBF suspendió los pagos pocos momentos antes de la fusión prevista para el 1898. Esto hizo que la MZA la adquiriera en muy buenas condicionesː se intercambiaron 3 acciones de la TBF por 2 acciones de la MZA La MZA permitió a TBF mantener su explotación y se denominó MZA-Red Catalana.

### Institucionalización de las compañías

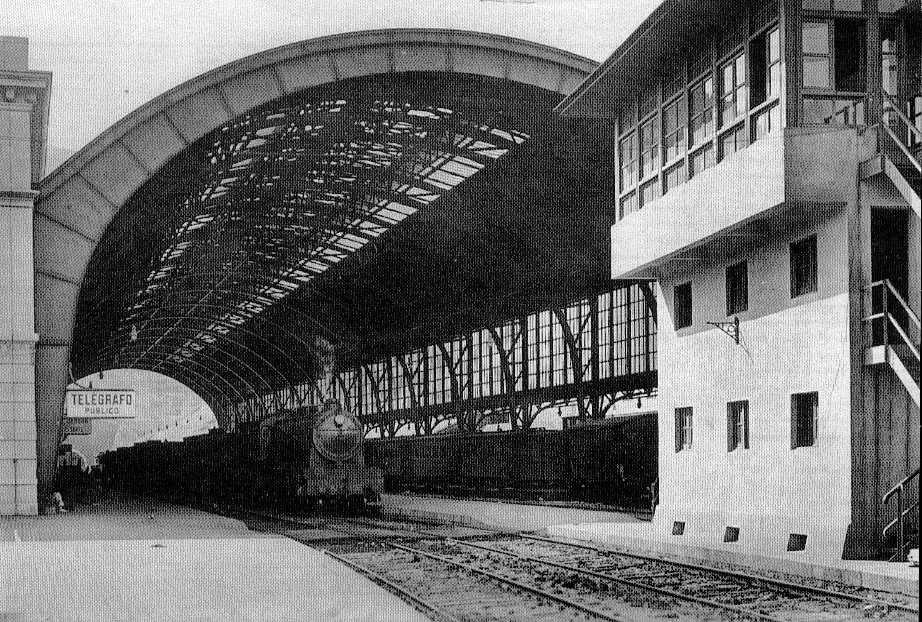
Estación de Portbou, construida por la MZA.

Durante la Primera Guerra Mundial los ferrocarriles experimentaron un aumento espectacular de usuarios. Las redes de las compañías no estaban preparadas para esta nueva demanda y tuvieron que hacer fuertes inversiones para poder hacerle frente. Estos costes se vieron multiplicados por la situación de guerra, que hizo subir los precios de los materiales y los salarios.
Una vez finalizada la guerra, los salarios continuaron subiendo y las compañías no pudieron asumirlos. El estado español tuvo que intervenir para asegurar las comunicaciones ferroviarias, que se habían convertido en un servicio público imprescindible para el país. Así pues, el estado comenzó a controlar las compañías. Este control se manifestó de tres formasː
- El estado fijaba las tarifas del ferrocarril.
- Como las tarifas estaban fijadas por el estado, y los costes de los salarios eran cada vez más altos y no podían repercutir en las tarifas, el estado subvencionó a las compañías.
- El estado financiaría las nuevas obras y el material que necesitaran.

Es decir, las compañías perdieron el carácter de privadas para convertirse en un servicio público. Estas directrices se materializaron con el "Estatuto Ferroviario de 1924". En la práctica, el estado fijaba las tarifas, pero la ayuda económica no era suficiente para las compañías, provocando una estrechez financiera. La situación se vio agravada por la Gran Depresión del 1929. La proclamación de la Segunda República Española comportó más aumentos de los costes sin que se pudieran ver repercutidos en las tarifas y, finalmente, el tiro de gracia fue la guerra civil española.

#### Ferrocarril de Lérida a la Puebla de Segur
Fue construida según lo establecido por el convenio hispano-francés de 1904, que establecía dos nuevas líneas ferroviarias transpirenaicas, una de las cuales tenía que unir Lérida con Saint-Girons (Ariège). El primer tramo fue el de Lérida-Balaguer, inaugurado el 1 de febrero de 1924 y construido por la Explotación de Ferrocarriles por el Estado (EFE). En el año 1926, durante la dictadura de Primo de Rivera, se redefinió el proyecto haciéndolo más ambiciosoː la línea tenía que tener 850 km y unir Baeza (Jaén) con Saint-Girons. La guerra civil española trastocó el proyecto. Con la instauración del Franquismo se recuperó el proyecto a través de la nueva empresa estatal Renfe. El tren llegaría a Cellers (Castel de Mur) en el año 1949, a Tremp en 1950 y a la Puebla de Segur en 1951. En el año 1962, por recomendación del Banco Mundial, España decidió parar la construcción de nuevas redes ferroviarias y concentrarse en la mejora de las que ya se encontraban operativas. Esto supuso que el gobierno paralizara la línea Baeza-Saint-Girons.

#### Ferrocarril Metropolitano de Barcelona

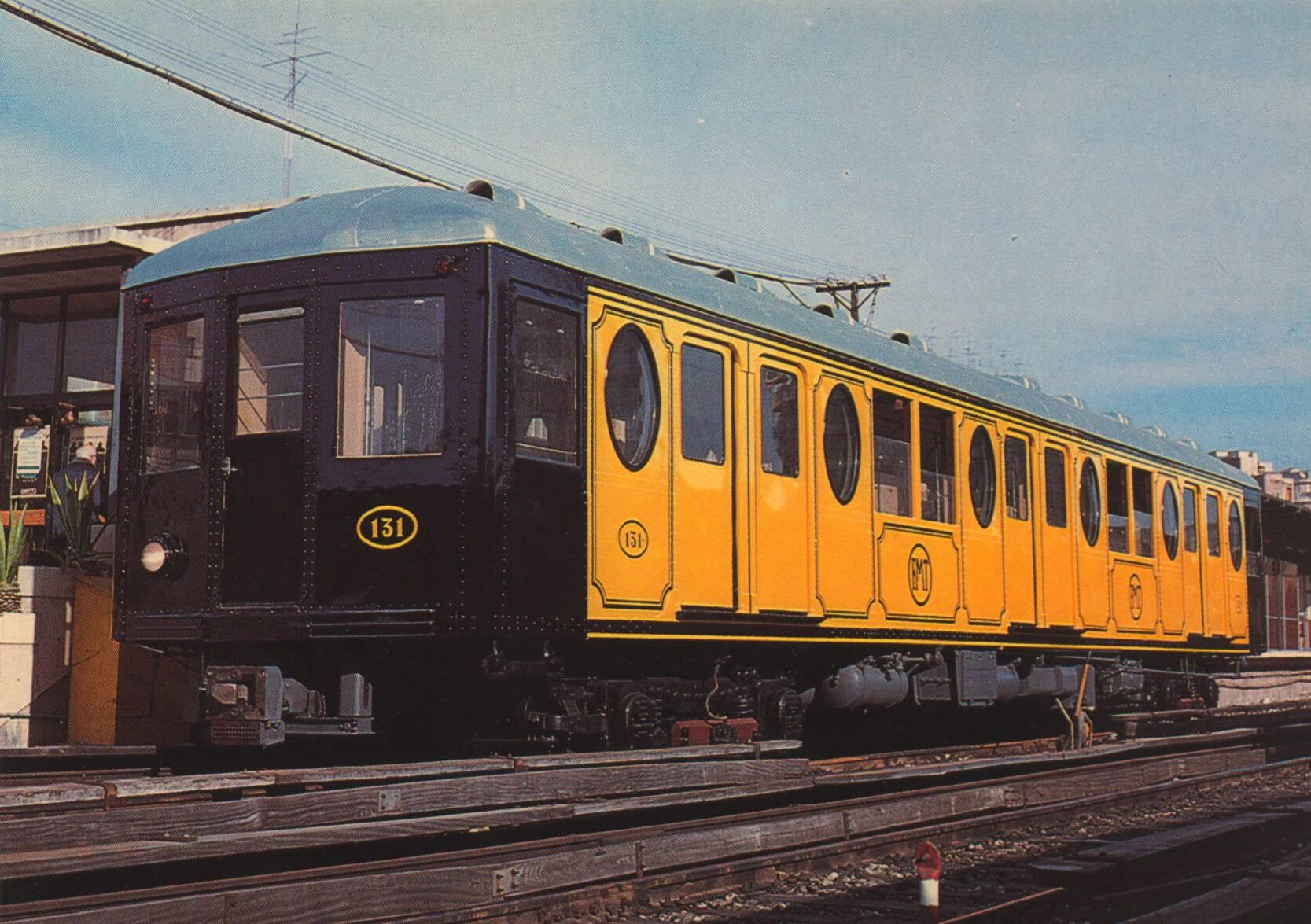
Unidad histórica, serie 100, que circuló en la línea transversal

#### El transpirenaico
El ferrocarril de Ripoll a Puigcerdá con enlace internacional en Torre de Querol, a pesar de los proyectos que hubo a mediados del siglo XIX, no tuvo un impulso definitivo hasta que se firmó el convenio hispano-francés de 1904, el cual determinaba la construcción de nuevas líneas transpirenaicas internacionales. El gobierno español, al no encontrar a nadie dispuesto a asumir la concesión, ejecutó las obras directamente con fondos públicos. La línea, aún existente, tenía su origen en la estación de Ripoll, donde se enlazaba con el ferrocarril de San Juan de las Abadesas, y seguía el borde del río Freser hasta Ribas de Freser. Este tramo se inauguró el 10 de agosto de 1919. Después el trazado se complicaː las pendientes son pronunciadas y los túneles son frecuentes, entre los cuales destaca el túnel del caracol (llamado así por ser helicoidal, es decir, que sube en espiral sobre él mismo como las estrías de un caracol), y que en poco más de un kilómetro y un radio de 230m. permite salvar 80 metros de desnivel, y el túnel de Tosas de 3850 m, el más largo de la línea, el cual asume la cota más alta del ferrocarril de ancho ibérico en el estado español, a 1494 m s. n. m. (metros sobre el nivel del mar) hay un cambio de rasante cerca de la salida norte del túnel, al lado de la Cerdaña. El ferrocarril llegó a La Molina el 12 de julio de 1922 y el 3 de octubre del mismo año llegó a Puigcerdá. En el año 1928 se publicó un decreto que ordenaba reconvertir la vía al ancho europeo, pero no se aplicó nunca. En 1929 se electrificó esta última línea. Aquel mismo año el gobierno español firmó un convenio para dejar la explotación del ferrocarril en manos de Ferrocarriles del Norte.

### Guerra Civil
Al estallar la Guerra Civil (18 de julio de 1936), las compañías MZA y Ferrocarriles del Norte vieron divididas sus redes entre la parte insurgente y la republicana. En la parte republicana, según sus memorias, los Ferrocarriles del Norte fueron confiscados el 21 de julio de 1936, aunque no fue hasta mediados de agosto de ese mismo año que el gobierno republicano ordenó confiscar todas las compañías privadas agrupándolas en el "Comité de Explotación". En un primer momento se mantienen contabilidades diferentes. En cambio, en la parte insurgente franquista, a mediados de septiembre de 1936, el general Mola ordenó reorganizar los Ferrocarriles del Norte y la MZA bajo las órdenes de la Junta de Defensa, manteniendo la misma estructura que antes de la guerra.
El gobierno republicano se esforzaba por mostrar una imagen de normalidad manteniendo todos los servicios. En octubre de 1937 ordenó la creación de la Red Nacional de Ferrocarriles, que debía agrupar todas las líneas ferroviarias del estado. Para justificarlo, el gobierno argumentó que faltaba poco para que caducaran las concesiones y que éste había dado a las concesionarias más de 2.000 millones de pesetas.
El bando nacional, según los datos disponibles, era el que había quedado con menos material móvil y con solamente un taller importante para reparaciones (que fue confiscado), sin mano de obra, y sin material de recambio, ya que las fábricas se encontraban en la zona republicana, provocando que las compañías no pudieran hacer las reparaciones ni las revisiones necesarias y que el material quedara inutilizable.
La guerra dejó un panorama ferroviario, como en otros campos, dantesco. Algunos datos que lo demuestran son posteriores al conflictoː la MZA tenía casi la mitad de las locomotoras y coches inútiles; los Ferrocarriles del Norte, de 1.164 locomotoras que tenía al inicio de la guerra, le quedaban 792 que, además, necesitaban como mínimo una reparación. Los daños en las líneas o en el material, en la mayoría de los casos, no fueron causados por acciones directas de la batalla (cosa que sí sucedió con las estaciones, los puentes y los túneles), fueron principalmente la consecuencia de la falta de conservación y de revisiones. Las dos líneas más afectadas fueron la Madrid-Barcelona, con 18 incidencias graves (destrucción de puentes y túneles) y la de Barcelona-Portbou, con 17 incidencias. Tan sólo en reparaciones, la Compañía de los Caminos del Hierro del Norte de España se gastó 132.7 millones de pesetas una vez acabada la guerra.

### RENFE
Después de la guerra civil las compañías comenzaron la reconstrucción para el restablecimiento del servicio, con grandes gastos. A este coste se le añadieron las dificultades para cobrar los servicios prestados, cosa que las llevó a una situación insostenible y que desembocó en su nacionalización y unificación. El 24 de enero de 1941 se aprobó una nueva ley que establecía la nacionalización y agrupamiento de las compañías ferroviarias de ancho ibérico en una sola, llamada Red Nacional de los Ferrocarriles Españoles (RENFE).
En Cataluña se nacionalizaron líneas férreas pertenecientes a tres compañías distintasː
- Compañía de los Caminos del Hierro del Norte de España.
- Compañía de los Ferrocarriles de Madrid a Zaragoza y Alicante.
- Ferrocarril Metropolitano de Barcelona (FMB).

La nacionalización del FMB fue un caso que tomó por sorpresa a la misma compañía, pero según la ley entraba en la nueva reorganización. No obstante, al cabo de unos años la compañía fue restituida. 
RENFE continuó la reconstrucción de la red ferroviaria y unificó los reglamentos y señales de las antiguas compañías. En 1949 se impulsó un plan para la renovación y puesta al día de las líneas, y además se continuaron extendiendo líneas como la de la Puebla de Segur. Estas ampliaciones, no obstante, quedaron sin concluir como consecuencia de la recomendación emitida por del Banco Mundial en 1962, que aconsejaba invertir exclusivamente en mejorar la red existente. Esta concentración de inversiones se materializó en sustituir la tracción a vapor, en la modernización de las líneas, en desdoblamientos y en la aplicación de las últimas tecnologías en las líneas más transitadas. Cabe destacar, en los años 70 del siglo XX, la construcción de enlaces ferroviarios en Barcelona que acabaron de conectar las líneas de las antiguas compañías.
A mediados de los años 80 del siglo XX, España fue candidata a acceder a la Comunidad Económica Europea, lo que la obligaba a adaptarse a las directrices comunitarias, como la que instaba a hacer competitivas las compañías ferroviarias y a que fueran bien gestionadas económicamente. Entre otras implicaciones, este hecho condujo a la supresión de las subvenciones a fondo perdido de las cuales gozaba RENFE. Para llevarlo a cabo, se aplicó un plan de choque para cerrar las líneas más deficitarias. En Cataluña, en un principio, se previó cerrar las líneas de Barcelona-Puigcerdá y la línea Lérida-Puebla de Segur. Finalmente, se cerró el tramo de Ripoll a San Juan de las Abadesas. La línea de la Puebla de Segur se salvó gracias a que la Diputación de Lérida y la Generalidad de Cataluña sufragaron sus pérdidas a partir de entonces.

### Primeros pasos hacia la liberalización

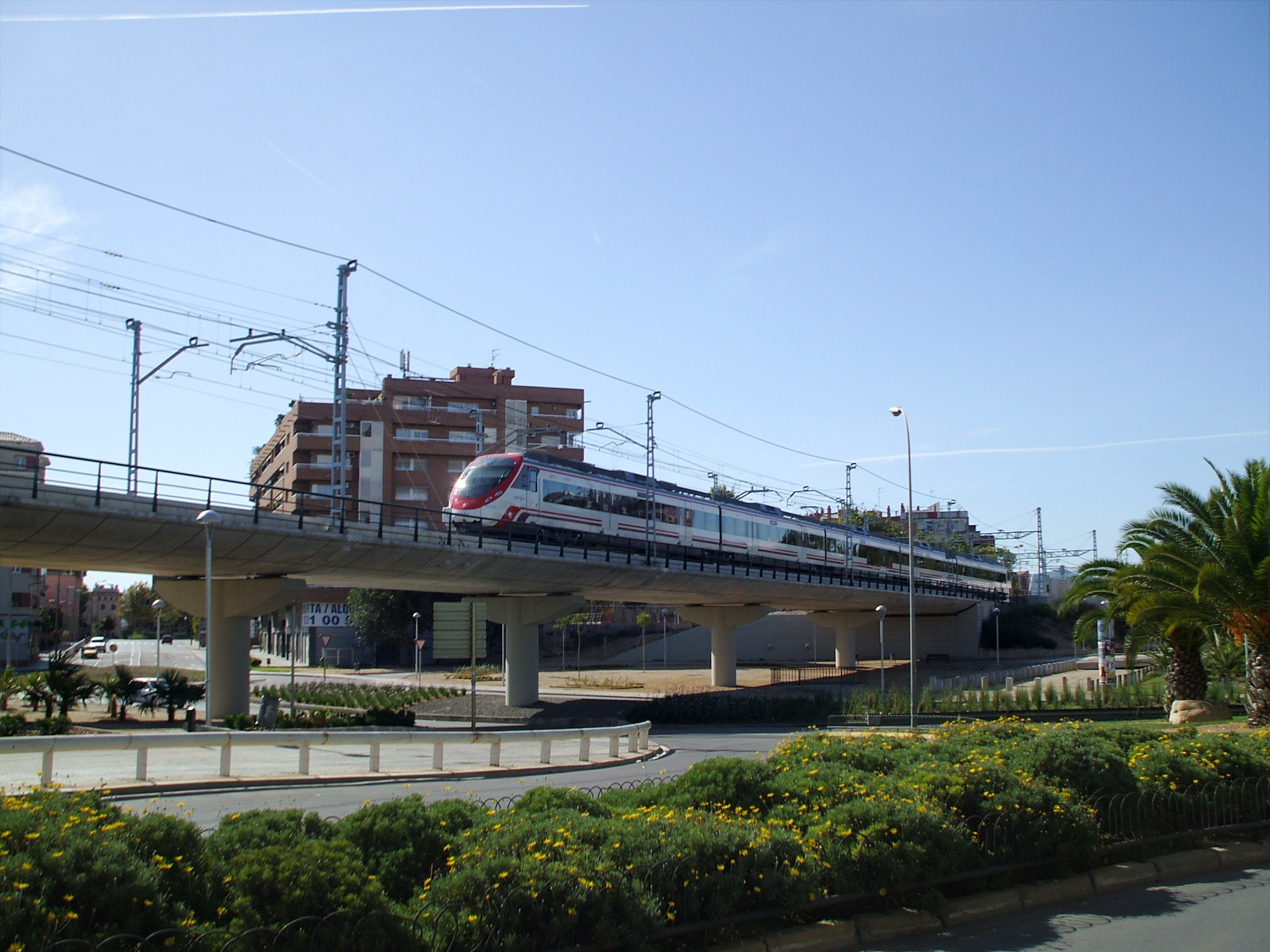
Unidad Civia en Cornellá de Llobregat

La Unión Europea marcó unas pautas para liberalizar el sector ferroviario, entre las cuales se encontraba liberalizar la gestión de las infraestructuras de la explotación ferroviaria. El 31 de diciembre de 2004 en España se disolvió RENFE y se repartieron los activos entre ADIF y Renfe Operadora.
Durante los años 2007 y 2008 hubo una gran controversia sobre los problemas de funcionamiento de Cercanías de Barcelona, por las incidencias causadas en gran parte por las instalaciones obsoletas y un pésimo mantenimiento, furto del abandono de la red catalana, y, en especial, del área metropolitana de Barcelona por parte del gobierno español. Además, se añadieron las averías que provocaban las obras de la alta velocidad de ancho internacional en el tramo paralelo a la red convencional.

## Ferrocarriles de vía estrecha

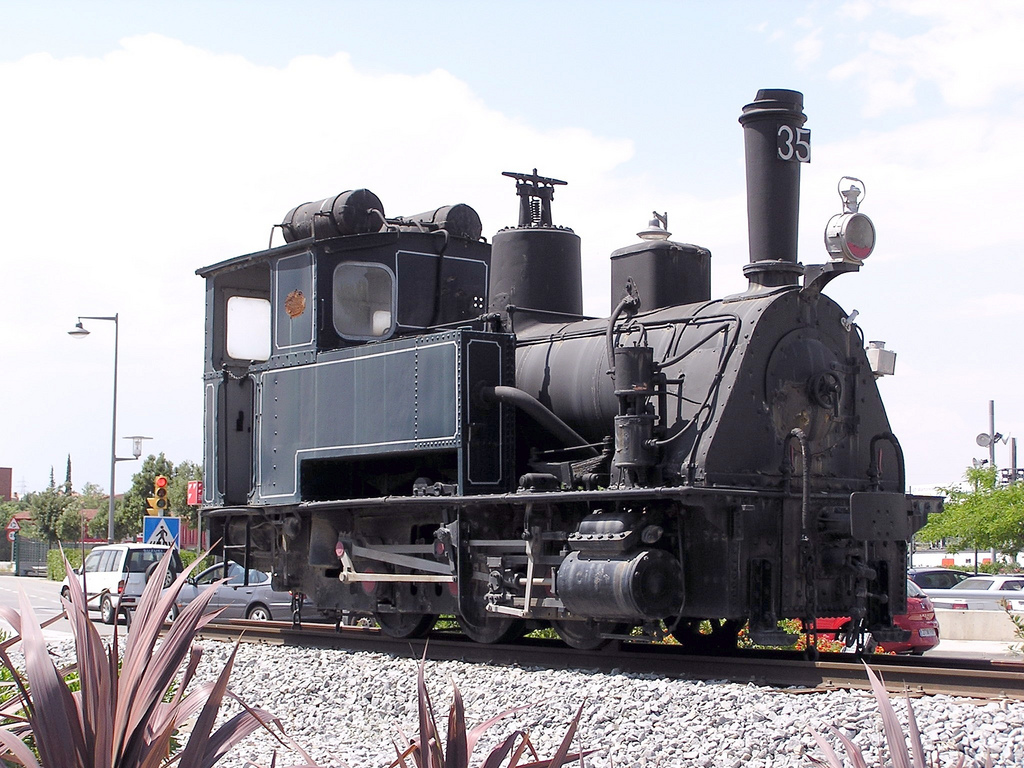
Locomotora "Berga" nº35 en Martorell

En el año 1914, la Mancomunidad de Cataluña planificó y proyectó la Red de Ferrocarriles Secundarios de Cataluña, que debía vertebrar toda la comunidad. Al contrario que la red de telefonía, nunca se llegó a construir. Los trámites del Ministerio de Fomento se ralentizaron y finalmente se abandonaron durante la dictadura de Primo de Rivera. El criterio era que se debía planificar antes una red estatal, pero no se hizo, ya que se optó por mejorar la red de caminos y carreteras.

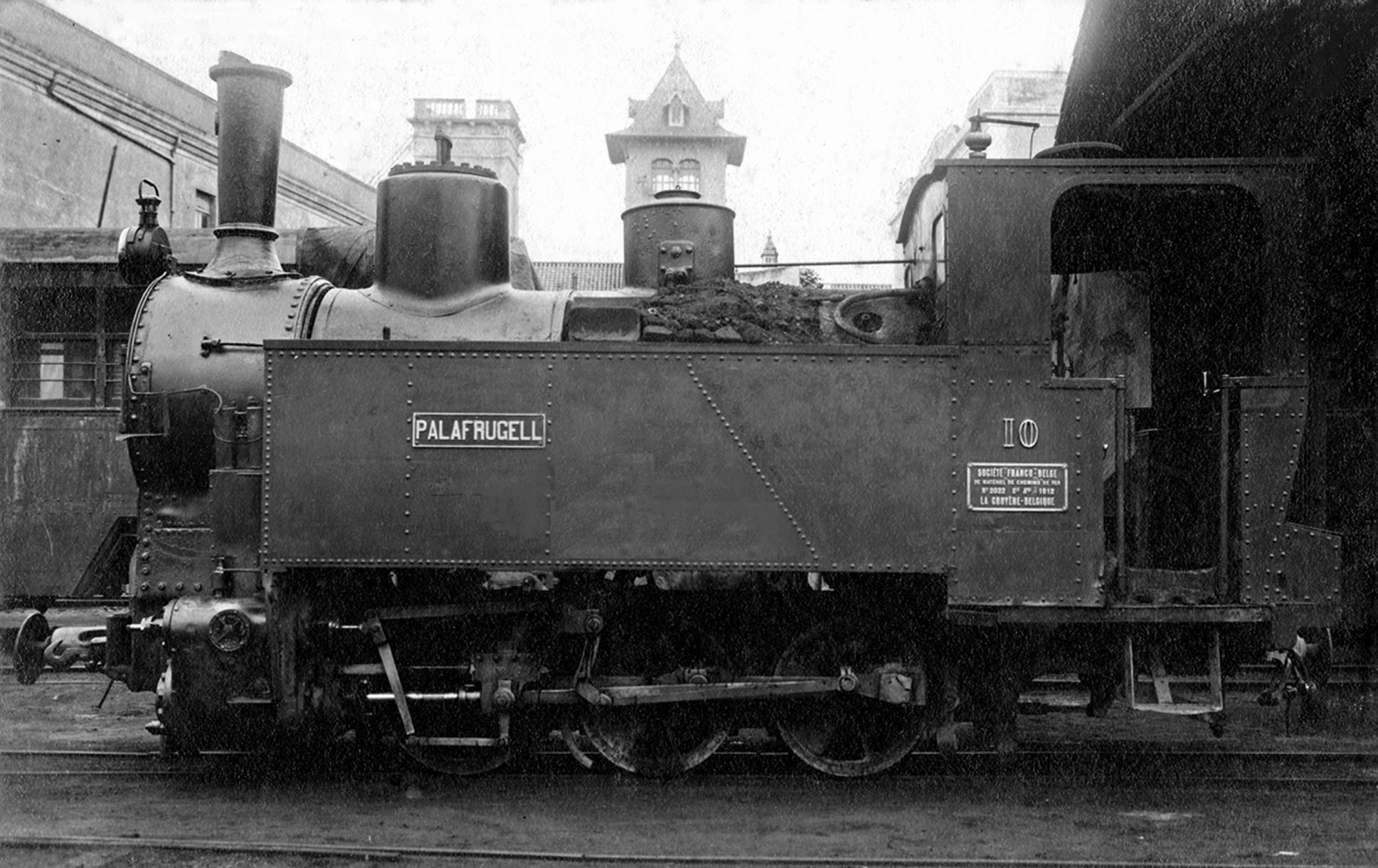
Locomotora de la Línea Palamós-Gerona-Bañolas, en el depósito de locomotoras de Palamós.

### Línea Palamós-Gerona-Bañolas (tranvía del Bajo Ampurdán o "Tren Petit")
El tranvía del Bajo Ampurdán, era un ferrocarril de vía de 75 cm que unía Palamós con Gerona y Bañolas. En 1887 se inauguró el tramo Palamós-Flassá, para poder enlazar con el ferrocarril de vía ancha de la Compañía de los Ferrocarriles de Tarragona a Barcelona y Francia. En 1921 se inauguró el tramo Flassá-Gerona. En 1922 pasa a formar parte de la Sociedad de Ferrocarriles Económicos Españoles S.A. En 1928 se inaugura el tramo Gerona-Bañolas. Los años 1928 - 1930 fueron los mejores de la línea. En el año 1931, el ferrocarril entró en una gran crisis. En 1936, los empleados crearon una cooperativa (C.O.T.B.E) para explotar el ferrocarril. El 31 de julio de 1938, representantes del Consejo Nacional de Ferrocarriles se reunieron con los correspondientes de la C.O.T.B.E para el acto de confiscación del ferrocarril. Después de la guerra estos trabajadores, que formaron la cooperativa antes del conflicto bélico, fueron enviados a trabajar en otros ferrocarriles de vía estrecha fuera de Cataluña. En 1941, pasó a manos del organismo Explotación de Ferrocarriles por el Estado y pasó a ser nombrado como Ferrocarril Palamós-Gerona-Bañolas. A pesar de los proyectos para modernizarlo, El Tren Petit hizo su último viaje el 29 de febrero de 1956.

### Ferrocarril de San Felíu de Guixols a Gerona
En 1889 Juan Casas y Arxer obtuvo la concesión de la línea de ferrocarril de San Felíu de Guixols a Gerona, y se creó la Compañía de San Felíu de Guixols a Gerona S.A. La línea fue inaugurada en 1892. La prolongación hasta el puerto de San Felíu de Guixols, de uso exclusivo para mercancías, entró en servicio en 1924. En 1963 pasó a depender de los Ferrocarriles Españoles de Vía Estrecha. El ferrocarril, considerado de poco rendimiento económico, fue clausurado en 1970.

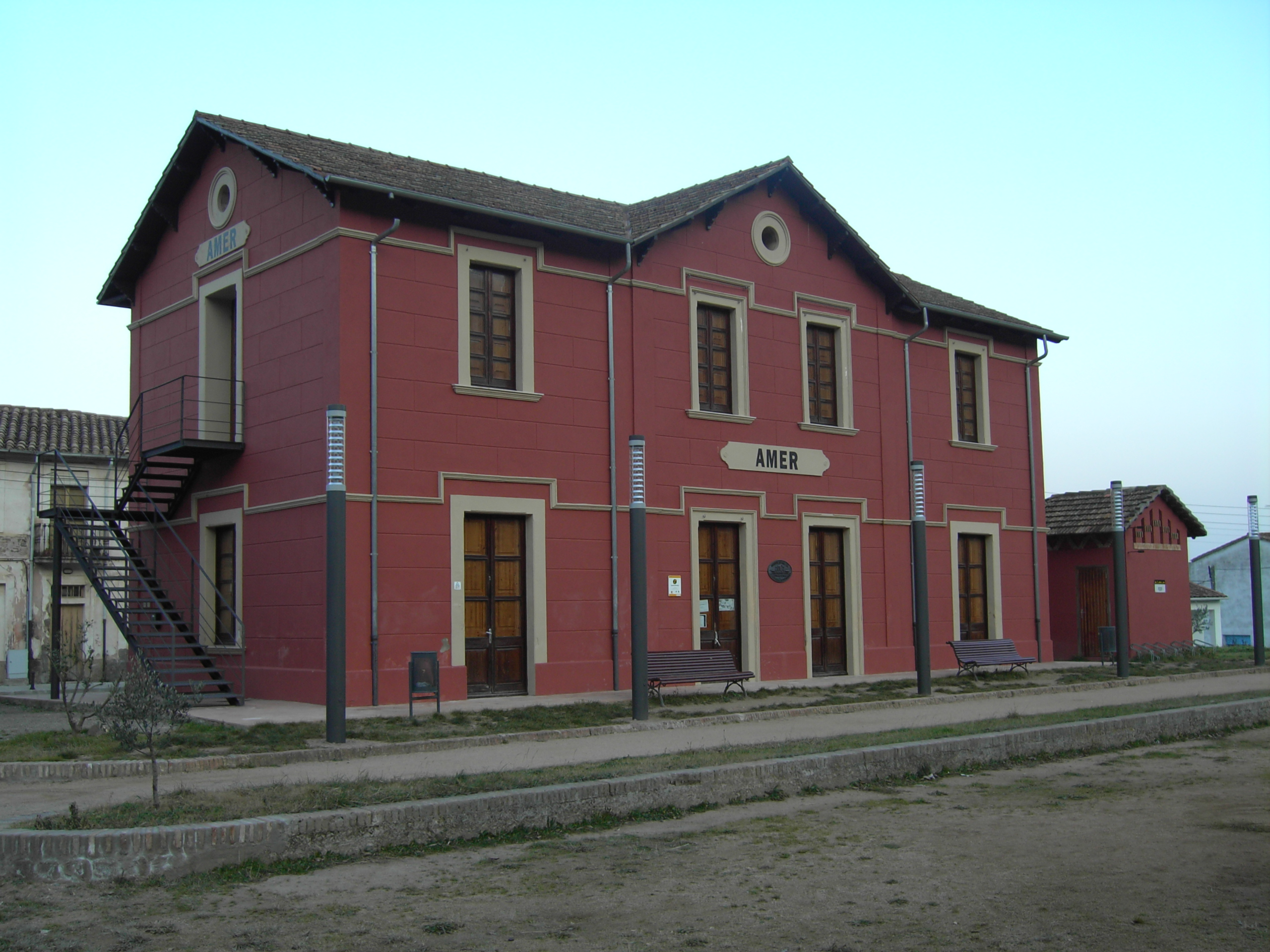
Antigua estación de Amer

### Ferrocarril de Olot a Gerona

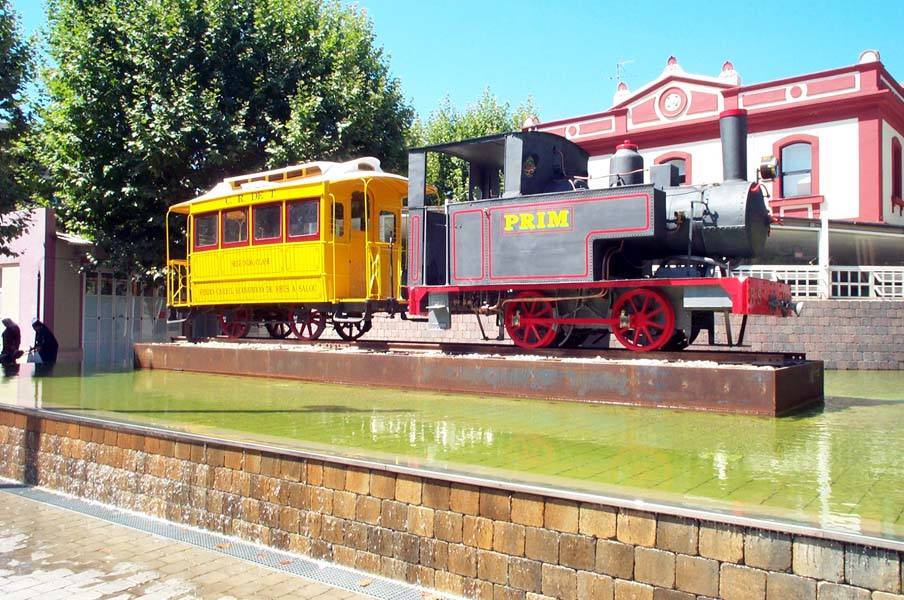
Monumento al "Carrilet" en Salou

### Tren (Carrilet) de Reus a Salou
Se inauguró en 1887 y cerró en 1980. La importancia del "Carrilet" viene dada por el hecho que, hasta la década de 1960, era el único medio de transporte para llegar hasta la playa. Entonces, con el establecimiento de las líneas de autobús y la difusión de los vehículos privados, este tren perdió importancia y finalmente cerró.

### Lo Carrilet de la Cava
Lo Carrilet de la Cava era una línea ferroviaria de ancho métrico que unió Tortosa y las poblaciones del Delta del Ebro entre los años 1926 y 1967. Fue una iniciativa local promovida por la sociedad Compañía de Ferrocarriles Económicos S.A. (FESA) y financiada por el Banco de Tortosa. La concesión fue aprobada en 1924, con el objetivo de transportar cargas de arroz. En 1926 fue inaugurado el primer tramo de Tortosa hasta Amposta. En 1927 se finalizó la prolongación hasta La Cava, con un recorrido total de 26km. Durante la Guerra Civil, la línea colectivizada por CNT y UGT. Quedó muy maltrecha. En los años 50, la competencia del transporte por carretera inició el declive de la compañía. La interrupción de las subvenciones por parte del estado, en 1963, provocó que FESA renunciara a la concesión y que esta fuera traspasada a la empresa estatal Ferrocarriles Españoles de Vía Estrecha en 1964. El "carrilet" hizo su último trayecto entre La Cava y Tortosa el 31 de diciembre de 1967 y la compañía Ferrocarriles de Vía Estrecha clausuró definitivamente la línea en 1968.

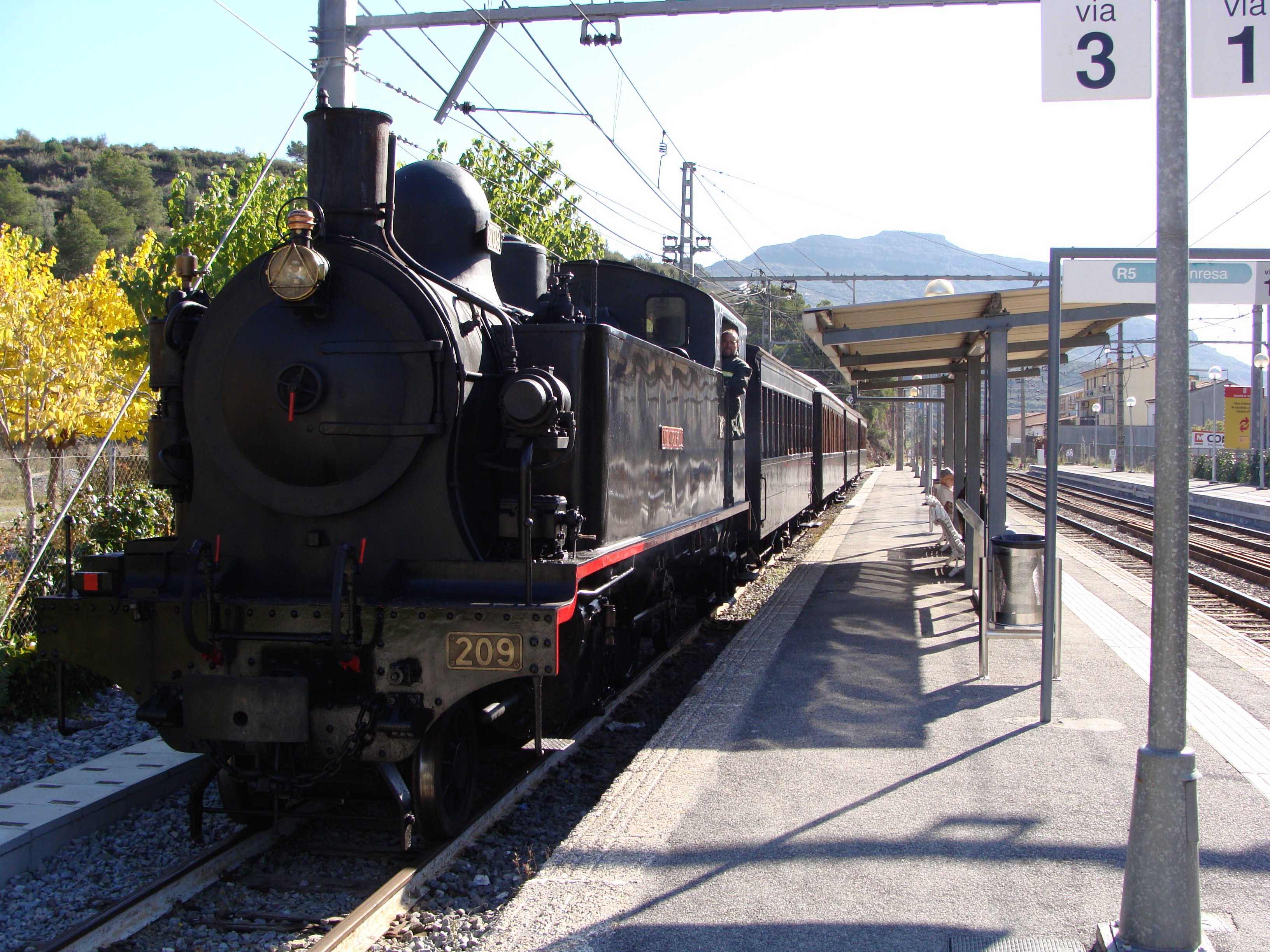
Locomotora Monistrol 209

La Compañía General de los Ferrocarriles Catalanes (CGFC) fue fundada en 4 de julio de 1919 para integrar tres empresas que explotaban las diferentes líneasː Caminos del Hierro del Noreste de España (entre Martorell y Barcelona); la Ferrocarril Catalán Central (entre Martorell y Igualada); y el Tranvía o Ferrocarril Económico de Manresa a Berga (entre Manresa, Berga y Guardiola de Berguedá). Asimismo, esta última asociación subsistió hasta 1978 como una empresa independiente participativa de la CGFC junto con varios accionistas.
En 1924, la CGFC inauguró la construcción del tramo entre Martorell y Manresa con el objetivo de unificar la línea de Barcelona a Igualada con la de Manresa y Guardiola. En 1926, la CGFC construyó la estación subterránea de Plaza de España de Barcelona desde la antigua estación de Magoria.
Los problemas económicos que arrastraba la CGFC hicieron que entre los años 1972 y 1973 se cerrara el servicio ferroviario entre Manresa y Guardiola de Berguedá. La construcción del embalse de la Baells, que afectaba de lleno al trazado de la línea, sirvió como motivo para que el 2 de mayo de 1972 circulara el último servicio entre las estaciones de Guardiola de Berguedá y Olván-Berga. La construcción del Túnel del Cadí y la consiguiente reforma del Eje del Llobregat, sirvieron también como argumento para eliminar el tramo entre Sallent y Olván, por dónde en aquellos momentos la línea circulaba siguiendo la carretera C-1411. El último trayecto de pasajeros entre Olván-Berga y Manresa fue el 30 de junio de 1973 y sólo quedó desde entonces en servicio para mercaderías entre Manresa y Sallent, para el transporte de sulfato de potasio.
No obstante, los problemas financieros continuaron e hicieron que la empresa se declarara en bancarrota. En 1976 el estado la tuvo que intervenir y la compañía pública Ferrocarriles Españoles de Vía Estrecha se hicieron cargo de la explotación provisional de la línea, pero al año siguiente anunció el cierre del tramo Martorell-Igualada. Finalmente, la línea paso a manos de FGC.

### Ferrocarril de Manresa a Guardiola de Berguedá
Conocido como "el Carrilet", por el hecho de tener un ancho de vía de 750 mm, fue proyectado por Mariano Puig y Valls en 1879 y las obras comenzaron en 1881.  Los primeros trenes llegaron a Puigreig en 1885 y a la colonia textil Cal Rosal de Olván en 1887. Posteriormente, se alargó con la línea de Olván-Guardiola de Berguedá. Era una línea que daba servicio al transporte de materias primas y elaboradas en las colonias textiles del Alto Llobregat, al carbón de las minas de dicha comarca, al cemento de la fábrica Asland de Castellar de Nuch, y más adelante a la potasa de las minas de Balsareny y Sallent, además del transporte de pasajeros. Cabe decir que los principales accionistas de la compañía fueron los industriales del Alto Llobregat, que fueron sus impulsores y principales beneficiarios para la venta de sus productos.

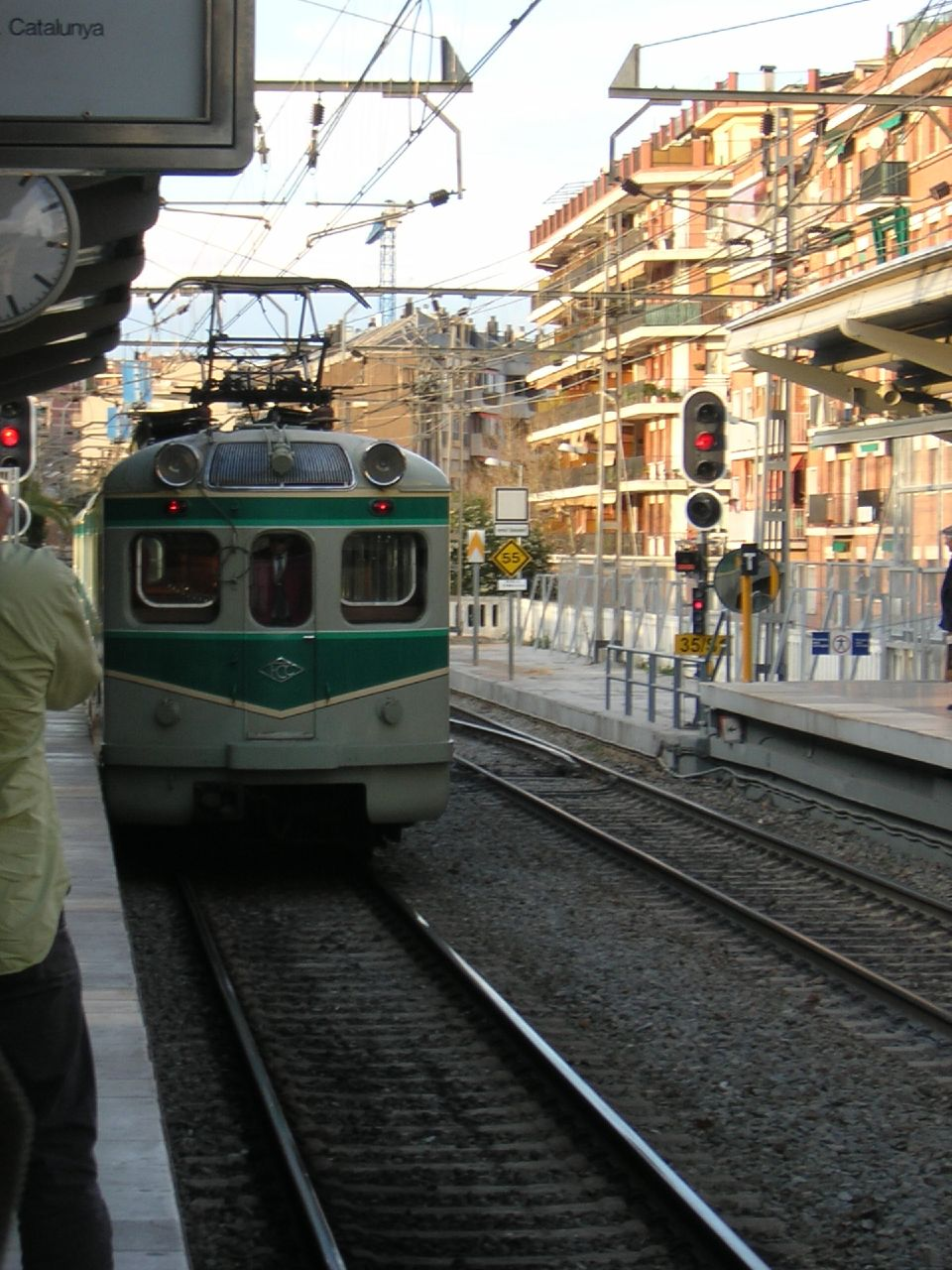
Unidad 400 (Granota) de Ferrocarriles de Cataluña

### Tren del Vallés
El Tren del Vallés es el ferrocarril que une Barcelona con el Vallés a través de la Sierra de Collserola. Fue construido por la compañía de los Ferrocarriles de Cataluña. Fue fundado en 1912 gracias al Dr. Frederick Stark Pearson (Dr. Pearson) y a Carles Emili Montañès i Criquillion. Montañès quería electrificar Cataluña y la conexión de Barcelona con el Vallés a través de la Sierra de Collserola. Para demostrar la viabilidad de esta conexión, en 1908 creó un pequeño ferrocarril con un ancho de vía de 600 mm llamado Mina Grott que aprovechaba un viejo túnel para llevar agua del embalse de Vallvidrera hasta Sarriá. Tuvo un éxito inmediato, pero pronto tuvo problemas legales, porque quedó en entredicho su seguridad. A pesar de que la justicia le daba la razón, a cambio de que lo clausurara, Montañès obtuvo la concesión de un ferrocarril de Sarriá a Les Planes.
En 1977 la empresa acumulaba muchas deudas y anunció la clausura de la red. El gobierno lo evitó otorgando la explotación a Ferrocarriles Españoles de Vía Estrecha y, finalmente, en 1979 la línea fue traspasada a Ferrocarriles de la Generalidad de Cataluña.
La FGC impulsó una gran modernización de la línea. En 1984 se inauguró la estación de Universidad Autónoma. En 1996 se puso en marcha la Línea Barcelona-Vallés.

## Cronología

### Primeros ferrocarriles

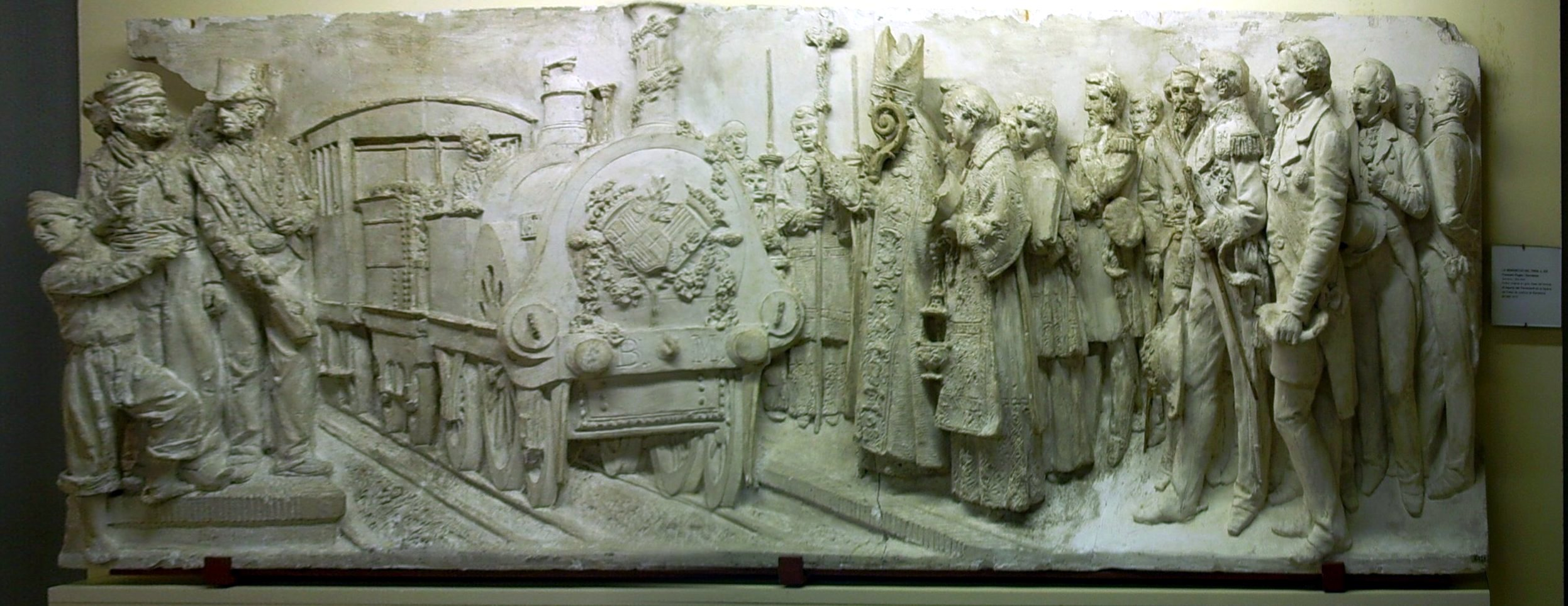
Relieve representativo de la bendición del primer ferrocarril catalán

- 1833 - Concesión de un ferrocarril de Reus a Tarragona.
- 1844 - Concesión de una línea de San Juan de las Abadesas a Rosas. No se llegó a construir nunca.
- 1845 - El gobierno fuerza la adopción de un ancho de vía con la medida de seis pies castellanos.
- 1845 - Concesión de un ferrocarril de Barcelona a Camprodón.
- 1845 - Constitución de la Compañía de los Caminos de Hierro de Barcelona a Mataró.
- 1848 - Inauguración del ferrocarril entre Barcelona y Mataró, el primer tren de la península ibérica, impulsado por Miguel Biada.
- 1854 - Inauguración del ferrocarril del Barcelona a Molins de Rey.[24]